# Якоб Фульсанг
Якоб Фульсанг  (дан. Jakob Fuglsang, 22 березня 1985) — данський велогонщик, олімпійський медаліст.

## Виступи на Олімпіадах
| Олімпіада   | Дисципліна                         | Місце |
| ----------- | ---------------------------------- | ----- |
| Пекін 2008  | гірський велосипед, крос           | 25    |
| Лондон 2012 | особиста шосейна гонка             | 12    |
| Лондон 2012 | шосейна гонка з роздільним стартом | 15    |
| Ріо 2016    | особиста шосейна гонка             | 2     |

## Зовнішні посилання
- Досьє на sport.references.com